# Erich Schickling
Erich Schickling (* 19. April 1924 in Býkov (dt. Pickau), Tschechoslowakei; † 16. Februar 2012 in Eggisried bei Ottobeuren) war ein deutscher Maler und Bildender Künstler.

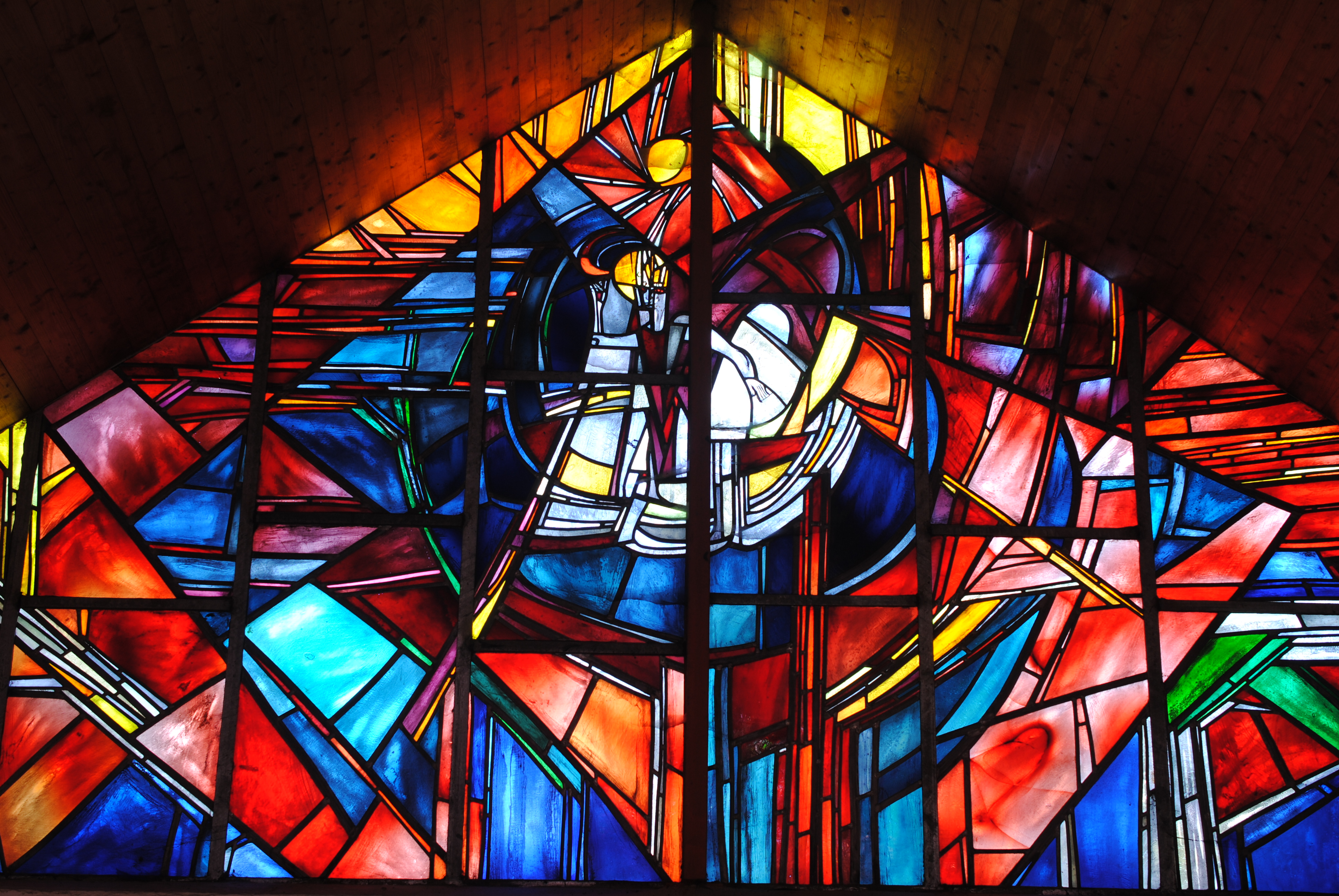
Osterfenster, Hauskapelle der Erich-Schickling-Stiftung

## Leben
Erich Schickling studierte von 1947 bis 1952 an der Kunstakademie München und war Meisterschüler bei Josef Hillerbrand. 1956 gewann er den Ersten Preis beim Ideenwettbewerb für die Glasfenster in der Elisabethkirche (Marburg). Dieser erste Wettbewerb öffnete Erich Schickling den Weg für ca. 80 Auftragsarbeiten zur Gestaltung von Glasfenstern und Wandmalereien in kirchlichen und öffentlichen Gebäuden in Bayern, Deutschland und Brasilien. Parallel dazu entstand ein umfangreiches Werk von Hinterglasbildern mit Themen aus dem Alten und Neuen Testament, Bilder mythischen Charakters, Landschaften, Blumenstillleben und in seinem späteren Schaffen großformatige Gemälde mit Themen aus der griechischen Mythologie.
Erich Schickling arbeitete mit zahlreichen Architekten zusammen, u. a. Wilhelm Wichtendahl, Walter Schlegel (Schweiz) und Josef Naumann.
Zum Künstler- und Freundeskreis von Erich Schickling sowie der heutigen Erich-Schickling-Stiftung zählen Arthur Maximilian Miller, Eugen Biser, Julius Berger, Peter Lika, Hartmut Höll, Peter Härtling und Helmut Magg.

„Mir ist wichtig, den geheimen Sinn, der in uns angelegt ist, durch die Malerei zu erhellen. Unmittelbar ist immer wieder das Glas das Medium, welches mich fasziniert, nicht Abbilder zu schaffen, sondern im Gleichnis des Transzendenten in mir und in allem innezuwerden.“

Schickling war verheiratet; seine Ehefrau Inge wurde am 19. März 1925 geboren und verstarb am 22. September 2016.

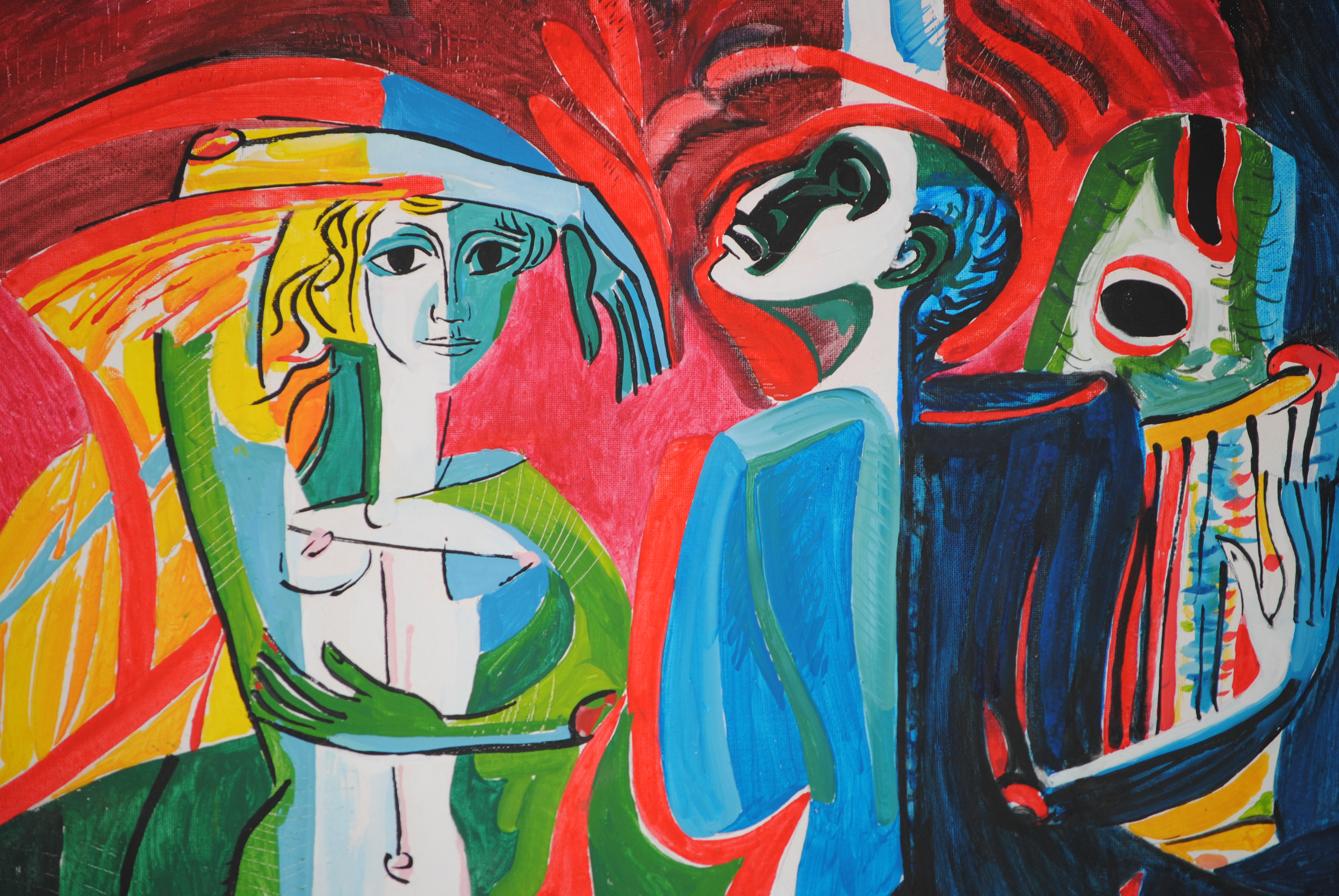
Ausschnitt aus Orpheus und Eurydike, Malerei auf Hartfaserplatte (2003)

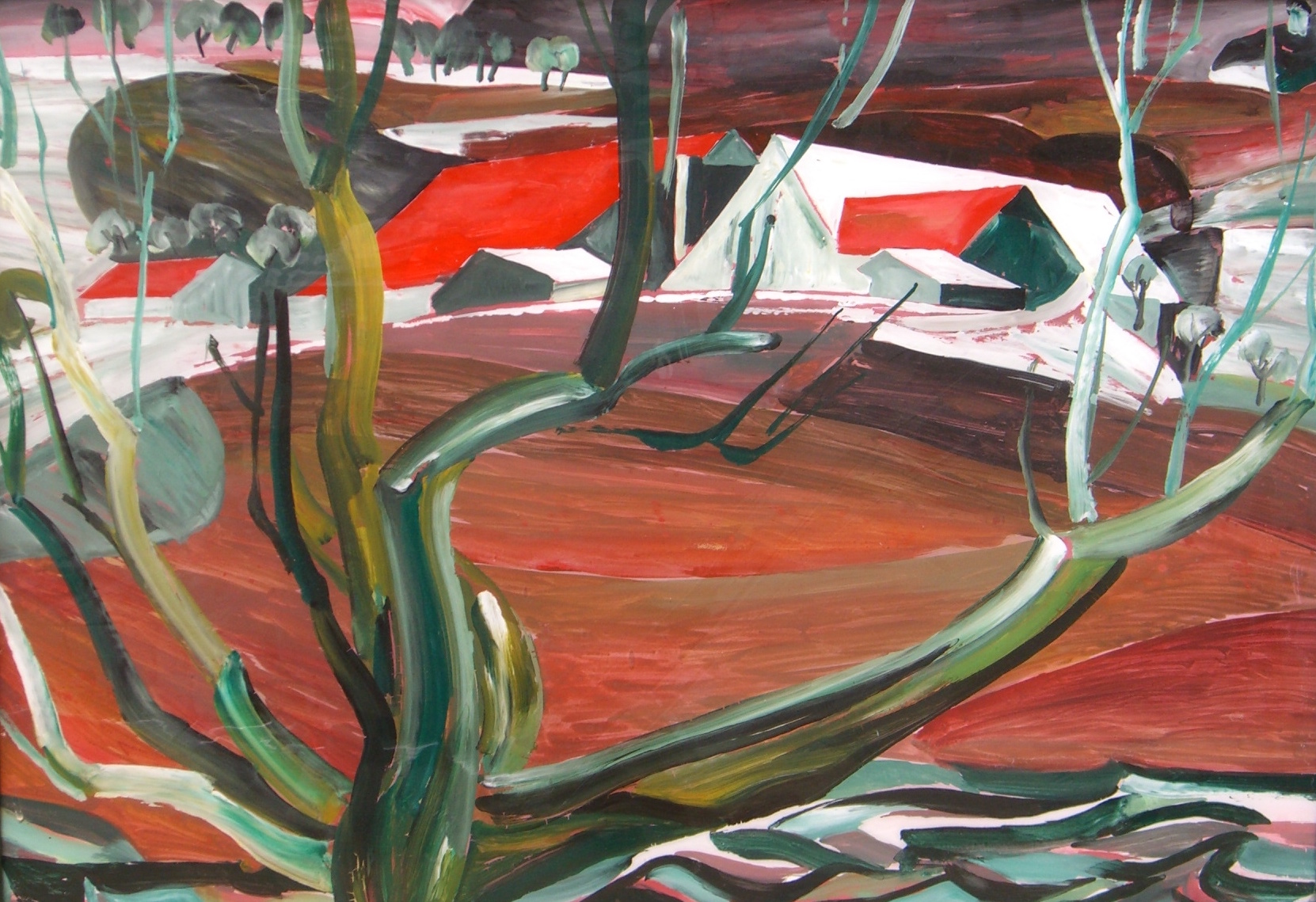
Allgäuer Höfe, Hinterglasbild (1975)

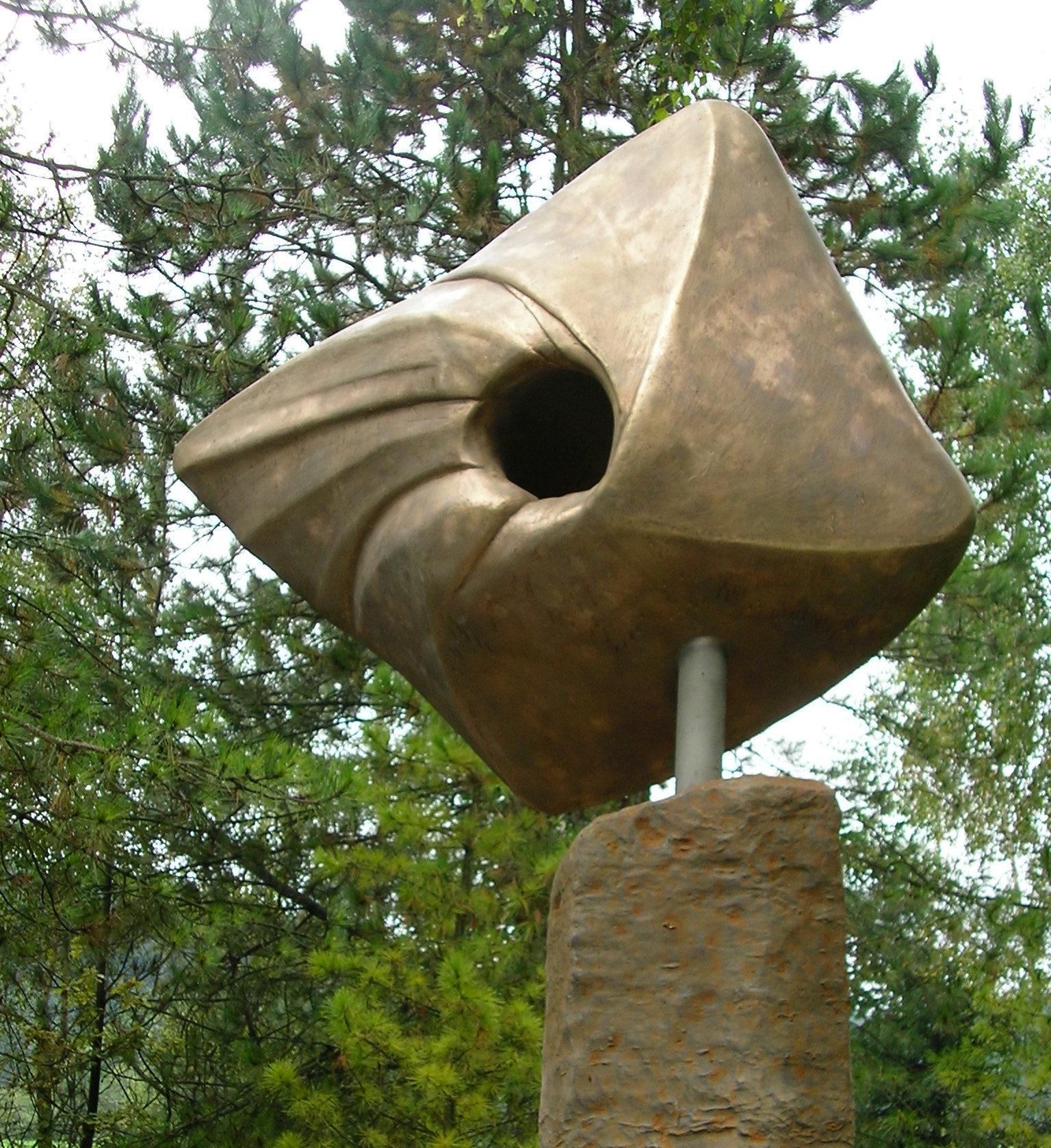
Sonne – Symbol des Urlichtes, Bronzeskulptur (2005)

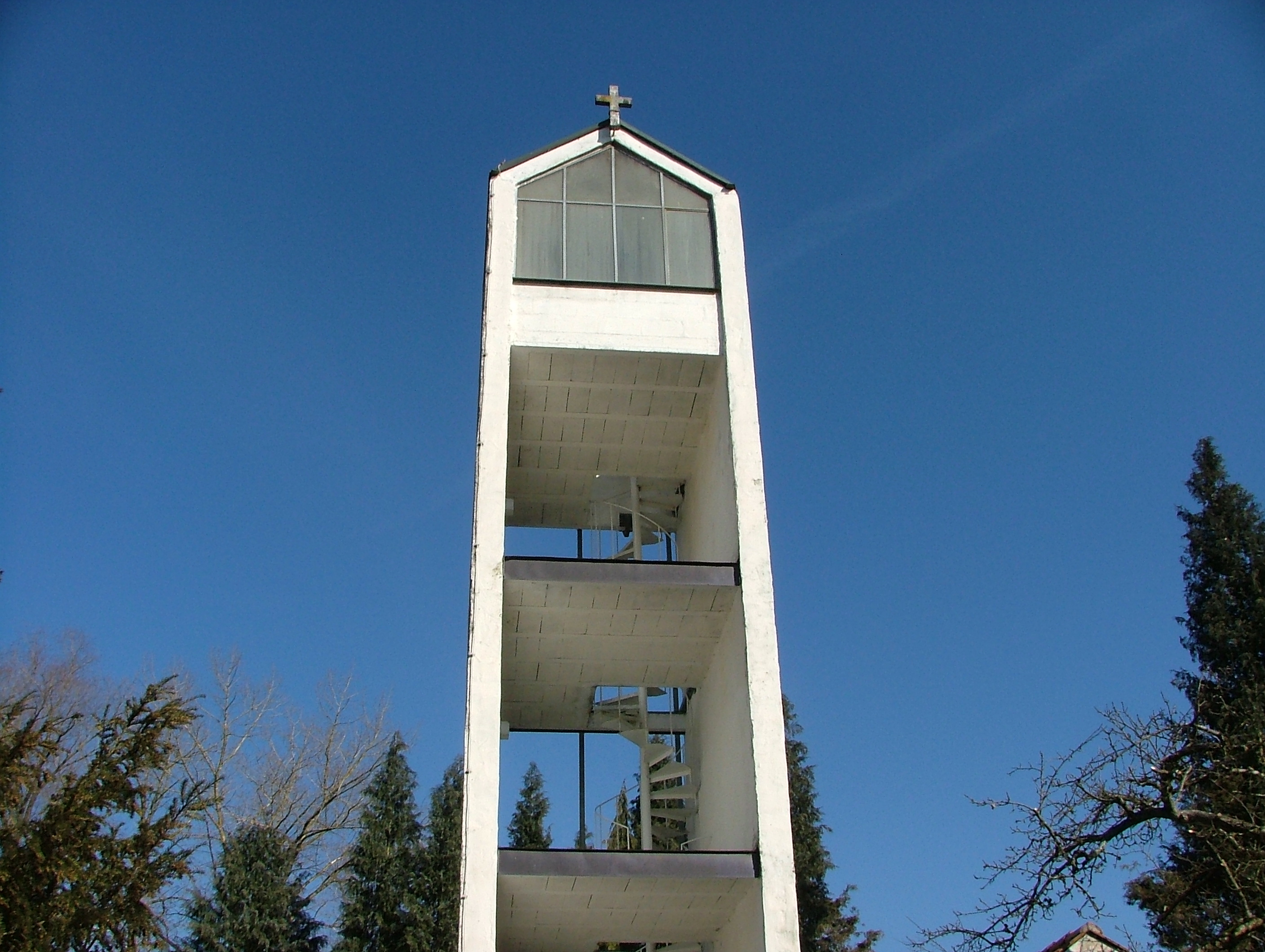
Glockenturm auf dem Gelände der Erich-Schickling-Stiftung in Eggisried

## Preise und Auszeichnungen
- 1953: Paris-Stipendium und Jubiläumsstiftung der Stadt München
- 1956: Erster Preis beim Ideenwettbewerb für Glasfenster in der Elisabethkirche (Marburg)
- 1993: Medaille der Masaryk-Akademie der Künste, Prag
- 2009: Preis Pro Suebia der Eugen-Liedl-Stiftung für das künstlerische Lebenswerk

## Werke (Auswahl)
- Krypta der Basilika St. Alexander und Theodor (Ottobeuren); Bruder-Klaus-Meditationsfenster[5]
- St. Paul (Regensburg); Glasfensterzyklus
- St. Ulrich in St. Peter Ording; Glasfensterzyklus und Altarkreuz[6]
- Stadtpfarrkirche Mariä Geburt, Nittenau; Zwei große Glasfenstergiebel sowie eine Glasrosette[7][8]
- Kloster St. Gabriel, München-Pullach; Schöpfungsfenster
- Bronzeskulptur Sonne – Symbol des Urlichtes (2005); Eingang zur Erich-Schickling-Stiftung, Eggisried
- Haus St. Bonifatius der Deutschen Gemeinde, Rio de Janeiro, Brasilien: Bonifatius-Wandbild
- St. Peter und Paul, Schweinfurt: Altarkreuz in Mosaik und Hinterglas
- St. Petrus, Augsburg-Lechhausen: Glasfenster (1964)
- Grundschule Buxheim; Wandbild (1966)
- Stadtpfarrkirche Rain, Glasfenster, 1974[9]
- St. Johannes Evangelist (Diesenbach) (Architekt: Alexander von Branca); 14 Kreuzwegbilder (1985)
- Pfarrkirche St. Josef, Neunburg vorm Wald; Glasfensterzyklus (1991)

## Erich-Schickling-Stiftung
Erich Schicklings Bilder sowie Entwürfe zu seinen Glasfenstern sind heute überwiegend in der 1999 gegründeten Erich-Schickling-Stiftung in Eggisried bei Ottobeuren in der von ihm selbst geschaffenen Architektur und Parklandschaft inmitten des Günztales zu sehen. An diesem Ort kultureller Begegnung finden neben Bildführungen und Bildbetrachtungen auch Lesungen, Konzerte und Vorträge statt. Seit 2016 wird ein Gesamtwerkeverzeichnis erstellt.